# 葉翠翠
葉翠翠（英語：Tracy Ip Chui Chui，1981年9月10日—），出生于英屬香港，擁有英國國籍；香港藝人，2005年度香港小姐競選冠軍，前無綫電視藝員及基本藝人合約女藝員，目前擔任演員及節目主持。

## 簡介
葉翠翠在香港出生，父母都是上海人；父親任職消防員，她自小在元朗八鄉的宿舍長大，家有一兄一姊。她早年就讀旅港增城同鄉會兆霖學校，在元朗中華基督教會基朗中學就讀中一至中三，高中就讀位於英国蘇里的愛德華國王學校（King Edward's School），畢業後返港入讀香港理工大學時裝設計系。其後，曾擔任兼職模特兒、在寵物診所任職助護及在香港賽馬會當接待員。
她於當年參選香港小姐期間曾表示其志願是成為一個成功的時裝設計師。不過卻曾被指“離譜整容”，一直是媒體的“話題王”而被視為奪冠大熱門，並最终獲得冠軍及「完美愛心小姐」獎。
2016年12月，葉翠翠表示被無綫電視要求她減薪三分之一，雙方曾同意完結後結束合約而提早解約，最終於2017年12月底，正式結束後離開無綫電視。
2019年，這兩年她絕迹娛樂圈，成為非常成功的KOL，這兩年間，她的FB點讚的粉絲高達廿六萬。

## 家庭狀況
2015年7月，葉翠翠與年長6歲建築師男友周曉東（Raymond）結婚；對方曾經有過一段婚姻，與前妻育有一女。
2017年，葉翠翠長子出生。2018年，次子出生。2019年8月9日下午在社交平台分享超聲波照片，宣布第三度懷孕，2020年，再剖腹生下三兒子。

## 演出作品

### 電視劇（無綫電視）
| 首播   | 劇名               | 角色               |
| 2007年 | 溏心風暴           | Cherry             |
| 2007年 | 舞動全城           | Anita              |
| 2008年 | 盛裝舞步愛作戰     | 大馬太             |
| 2008年 | 疑情別戀           | 董詩婷（Sophie）   |
| 2008年 | 當狗愛上貓         | 張嘉嘉             |
| 2008年 | 溏心風暴之家好月圓 | 方舒婷（婷婷）     |
| 2009年 | 宮心計             | 王 氏（王貴妃）    |
| 2010年 | 情越雙白線         | Daisy              |
| 2010年 | 公主嫁到           | 清雲公主（二公主） |
| 2010年 | 誘情轉駁           | Alice              |
| 2011年 | 我的如意狼君       | 傅百慧             |
| 2012年 | 4 In Love          | 周思澄（Elsa）     |
| 2012年 | 當旺爸爸           | 古小姐             |
| 2012年 | 盛世仁傑           | 秦 妃              |
| 2013年 | 初五啟市錄         | 吳美鳳/佟寶寶      |
| 2013年 | 金枝慾孽貳         | 吉爾辛·書蘭        |
| 2013年 | My盛Lady           | 盛花萼             |
| 2014年 | 守業者             | 楊艷桃             |
| 2014年 | 名門暗戰           | 凌麗娜（Nina）     |
| 2015年 | 陪著你走           | Bianca Yiu         |
| 2015年 | 枭雄               | 程小蝶             |
| 2016年 | 廉政行動2016       | 陳敏華（Linda）    |
| 2016年 | 愛·回家之八時入席  | 丁翠翠             |
| 2016年 | 為食神探           | 高 敏              |

### 電影
- 《真的戀愛了？》（福音電影）
- 《Laughing Gor之變節》（2009）
- 《72家租客》（2010）

### 綜藝節目
- 《鐵甲無敵獎門人》（2008）
- 《農夫小儀嬉》（2009）
- 《千奇百趣》（2009）
- 《美女廚房》（2009）
- 《大咕窿》（2009）
- 《千奇百趣香港地》（2010）
- 《千奇百趣Summer Fun》（2010）
- 《千奇百趣Winter Fun》（2010）
- 《千奇百趣省港澳》（2011）
- 《千奇百趣高B班》（2012）
- 《千奇百趣東南亞》（2012）
- 《超級無敵獎門人 終極篇》（2013）
- 《千奇百趣玩FREE D》（2013）
- 《千奇百趣玩HIGH D》（2014）
- 《Do姐有問題》（2016）
- 《日日媽媽聲》（2021）
- 《開心大綜藝》（2021）
- 《造美人》（2021）
- 《2022香港小姐競選：小城美誌》（2022）

### 音樂錄影帶
| 年份   | 歌手   | 歌曲     |
| 2005年 | 李克勤 | 《佳節》 |

## 書籍
- 2009年：我和你

## 獎項

### 無綫電視
- 2005年：香港小姐冠軍、完美愛心小姐
- 2006年：國際華裔小姐陶瓷文化小姐

## 無線月曆
- 2008年 - 8月 - 向海嵐、郭羨妮、楊婉儀、楊思琦、曹敏莉
- 2009年 - 8月 - 陳法拉、胡定欣、楊秀惠、徐淑敏、李亞男、呂慧儀、陳自瑤
- 2013年 - 7月 - 陳庭欣、張名雅、郭羨妮、朱晨麗
- 2014年 - 8月 - 羅仲謙、梁烈唯、王浩信、呂慧儀、朱璇、楊秀惠、沈卓盈

## 代言
- 2013年：靄華押業信貸

## 外部連結
- 葉翠翠的新浪微博
- 葉翠翠的Facebook專頁
- 葉翠翠的Instagram帳戶
- 葉翠翠在香港影庫上的簡介

| 前任： 徐子珊 | 香港小姐競選冠軍 2005年 | 繼任： 陳茵媺 |